# Eutrichopodopsis nitens
Eutrichopodopsis nitens là một loài ruồi trong họ Tachinidae.